# 덕성여자중학교
덕성여자중학교(德成女子中學校)는 대한민국 서울특별시 종로구 송현동에 있는 사립 중학교이다.

## 학교 연혁
- 1920년 4월 19일 : 근화여학교 설립
- 1920년 8월 16일 : 차마리사 설립자 겸 교장 취임
- 1934년 2월 20일 : 재단법인 근화학원 인가
- 1935년 9월 1일 : 근화여자실업학교 인가
- 1938년 10월 1일 : 재단법인 덕성학원 개명 인가
- 1938년 10월 5일 : 덕성여자실업학교로 개명 인가
- 1940년 8월 26일 : 송금선 교장 취임
- 1946년 8월 10일 : 덕성여자중학교로 교명 변경 인가
- 1955년 4월 1일 : 중학교와 고등학교를 분리(교육법 시행령)
- 1956년 8월 11일 : 재단이사장 박준섭 선생 취임
- 2021년 3월 23일 : 이면재 이사장 취임
- 2022년 3월 1일 : 이유선 교장 취임

## 참고 자료
- 덕성여자중학교 - 한국교육학술정보원 학교알리미